# 浜頓別 (小惑星)
浜頓別（はまとんべつ、5468 Hamatonbetsu）は小惑星帯に位置する小惑星。鹿児島県鹿児島市のアマチュア天文家、向井優が北海道の武石正憲との共同観測により発見した。
北海道北部の浜頓別町から命名された。